# Mickey, Donald en Goofy als de drie musketiers
Mickey, Donald en Goofy als de drie musketiers (Engels: Mickey, Donald and Goofy: The Three Musketeers) is een Amerikaanse direct-naar-video-animatiefilm uit 2004, gebaseerd op het gelijknamige verhaal van Alexandre Dumas père, in deze film spelen Mickey Mouse, Donald Duck en Goofy de hoofdrol in de film, de film werd geproduceerd door de Disneytoon Studios en werd al direct uitgebracht op VHS en dvd.

## Het Verhaal
De film speelt zich in het begin af in een televisiestudio waar de verteller het verhaal vertelt over de musketiers. De vrienden Mickey, Donald en Goofy werken als eenvoudige conciërges die de droom hebben om ooit musketier te worden. "Boris Boef", de leider der musketiers, voor wie Mickey, Donald en Goofy werken, vindt dat echter een belachelijk idee. Hij zegt dat Donald hiervoor veel te laf is, Goofy te dom en Mickey te klein. Nadat prinses Minnie op het nippertje aan de dood ontsnapt, wil ze per direct lijfwachten krijgen. Omdat Boris Boef zelf koning van Frankrijk wil worden, wil hij eigenlijk niet dat prinses Minnie beschermd wordt door vakkundige musketiers. Hij benoemt Mickey, Donald en Goofy daarom alsnog musketiers, zodat zij prinses Minnie's lijfwachten worden. Helaas voor Boris doen de drie vrienden hun werk boven verwachting goed, waardoor al zijn plannen uiteindelijk mislukken. Prinses Minnie beloont het optreden van Mickey, Donald en Goofy door hen te benoemen tot koninklijke musketiers.

## Rolverdeling
| Personage                                 | Stem (Originele versie)       | Stem (Nederlandse versie)                     |
| ----------------------------------------- | ----------------------------- | --------------------------------------------- |
| Musketier Mickey                          | Wayne Allwine                 | Paul Groot                                    |
| Musketier Donald                          | Tony Anselmo                  | Anita Blanker                                 |
| Musketier Goofy                           | Bill Farmer                   | Stan Limburg                                  |
| Prinses Minnie Mouse                      | Russi Taylor                  | Melise de Winter                              |
| Katrien Duck (De Hofdame van de Prinses)  | Tress MacNeille               | Laura Vlasblom                                |
| Kapitein Boris (De Schurk)                | Jim Cummings                  | Pim Koopman                                   |
| De Boeven (De Handlangers van Boris)      | Jeff Bennett Maurice LaMarche | Fred Meijer Just Meijer Reinder van der Naalt |
| Clarabella Koe (De Luitenant van Boris)   | April Winchell                | Lucie de Lange                                |
| De Verteller (Ook wel Troubadour genoemd) | Rob Paulsen                   | Jan Schepens                                  |

## Soundtrack
- "All For One and One For All (The Galop van Orpheus in the Underworld)"
- "Love So Lovely (Dance of the Reed Flutes van De Notenkrakerssuite)"
- "Petey's King of France" (In the Hall of the Mountain King)"
- "Sweet Wings of Love (Blue Danube van Johann Strauss)"
- "Chains of Love (Habanera van de opera Carmen)"
- "This Is The End (Beethovens "Symphony No. 5)"

## Trivia
- Dit is de eerste Mickey Mouse Productie met Melise de Winter als de Nederlandse stem van Minnie Mouse, daarvoor was Barbara Dicker haar Nederlandse stem.